# Eleição federal na Alemanha Ocidental em 1987
As eleições federais na Alemanha Ocidental foram realizadas a 25 de Janeiro de 1987 e, serviram para eleger os 519 deputados para o Bundestag.
Após 5 anos no poder, os partidos irmãos de centro-direita, União Democrata-Cristã e União Social-Cristã, liderados pelo chanceler Helmut Kohl, caíram dos 48,8% e 255 deputados de 1983 para 44,2% e 234 deputados, uma queda de 21 deputados e 4,6%. Apesar deste mau resultado de CDU/CSU, os parceiros de coligação, os liberais do Partido Democrático Liberal, foram um dos grandes vencedores das eleições, passando dos 6,9% e 35 deputados de 1983 para 9,1% e 46 deputados. Este bom resultado dos liberais, permitiu que a coligação de governo entre CDU/CSU e FDP mantivesse a maioria parlamentar.
O Partido Social-Democrata, apesar de nomear o popular Johannes Rau (presidente de Renânia do Norte-Vestfália), continuou com o seu declínio eleitoral, caindo 1,2% e perdendo 9 deputados em relação a 1983, ficando-se pelos 37,0% e 193 deputados. Este mau resultado do SPD justifica-se pelas divisões internas e, também, pelo crescimento eleitoral do novo partido, Os Verdes.
Por fim, Os Verdes foram um dos grandes vencedores das eleições, conquistando 8,3% dos votos e 44 deputados, um aumento de 16 deputados em relação a 1983. O acidente nuclear de Chernobil, em 1986, fez realçar a necessidade da proteção da natureza e do ambiente, algo, que fez aumentar a popularidade dos Verdes.
Após as eleições, o governo de coligação entre CDU/CSU e FDP continuou no poder, com Helmut Kohl como chanceler.

## Resultados Oficiais

### Método Proporcional (Lista)
| Partido                     | Partido                     | Partido                     | Lista de Partido | Lista de Partido | Lista de Partido | Lista de Partido | Lista de Partido |
| Partido                     | Partido                     | Partido                     | Votos            | %                | +/-              | Deputados        | +/-              |
| --------------------------- | --------------------------- | --------------------------- | ---------------- | ---------------- | ---------------- | ---------------- | ---------------- |
|                             |                             | União Democrata-Cristã      | 13 045 745       | 34,45 / 100,00   | 3,70             | 61 / 271         | 5                |
|                             | União Social-Cristã         | 3 715 827                   | 9,81 / 100,00    | 0,82             | 4 / 271          | 5                |                  |
| CDU/CSU                     | CDU/CSU                     | 16 761 572                  | 44,26 / 100,00   | 4,55             | 65 / 271         | 10               |                  |
|                             | Partido Social-Democrata    | Partido Social-Democrata    | 14 025 763       | 37,04 / 100,00   | 1,14             | 114 / 271        | 20               |
|                             | Partido Democrático Liberal | Partido Democrático Liberal | 3 440 911        | 9,09 / 100,00    | 2,14             | 48 / 271         | 13               |
|                             | Os Verdes                   | Os Verdes                   | 3 126 256        | 8,26 / 100,00    | 2,69             | 44 / 271         | 16               |
| Barreira Eleitoral de 5,00% |                             |                             |                  |                  |                  |                  |                  |
|                             | Outros (com menos de 1,00%) | Outros (com menos de 1,00%) | 575 721          | 1,52 / 100,00    |                  | 0 / 271          |                  |
| Votos Inválidos             | Votos Inválidos             | Votos Inválidos             | 357 975          |                  |                  |                  |                  |
| Total                       | Total                       | Total                       | 38 225 294       | 100,00 / 100,00  |                  | 271 / 271        | 1                |
| Eleitorado/Participação     | Eleitorado/Participação     | Eleitorado/Participação     | 45 327 982       | 84,33 / 100,00   | 4,76             |                  |                  |
| Fonte                       | Fonte                       | Fonte                       | [ 3 ]            | [ 3 ]            | [ 3 ]            | [ 3 ]            | [ 3 ]            |

### Método Uninominal (Distrito)
| Partido                 | Partido                     | Partido                     | Distrito Eleitoral | Distrito Eleitoral | Distrito Eleitoral | Distrito Eleitoral | Distrito Eleitoral |
| Partido                 | Partido                     | Partido                     | Votos              | %                  | +/-                | Deputados          | +/-                |
| ----------------------- | --------------------------- | --------------------------- | ------------------ | ------------------ | ------------------ | ------------------ | ------------------ |
|                         |                             | União Democrata-Cristã      | 14 168 527         | 37,54 / 100,00     | 3,50               | 124 / 248          | 12                 |
|                         | União Social-Cristã         | 3 859 244                   | 10,23 / 100,00     | 0,89               | 45 / 248           | 1                  |                    |
| CDU/CSU                 | CDU/CSU                     | 18 027 771                  | 47,77 / 100,00     | 4,39               | 169 / 248          | 11                 |                    |
|                         | Partido Social-Democrata    | Partido Social-Democrata    | 14 787 953         | 39,18 / 100,00     | 1,20               | 79 / 248           | 11                 |
|                         | Os Verdes                   | Os Verdes                   | 2 649 459          | 7,02 / 100,00      | 2,88               | 0 / 248            | Estável            |
|                         | Partido Democrático Liberal | Partido Democrático Liberal | 1 760 496          | 4,66 / 100,00      | 1,86               | 0 / 248            | Estável            |
|                         | Outros (com menos de 1,00%) | Outros (com menos de 1,00%) | 454 230            | 1,20 / 100,00      |                    | 0 / 248            |                    |
| Votos Inválidos         | Votos Inválidos             | Votos Inválidos             | 482 481            |                    |                    |                    |                    |
| Total                   | Total                       | Total                       | 38 225 294         | 100,00 / 100,00    |                    | 248 / 248          |                    |
| Eleitorado/Participação | Eleitorado/Participação     | Eleitorado/Participação     | 45 327 982         | 84,33 / 100,00     | 4,76               |                    |                    |
| Fonte                   | Fonte                       | Fonte                       | [ 3 ]              | [ 3 ]              | [ 3 ]              | [ 3 ]              | [ 3 ]              |

### Total de Deputados
| Partido | Partido                     | Partido                     | Distrito Eleitoral | Distrito Eleitoral | Lista de Partido | Lista de Partido | Total     | Total |
| Partido | Partido                     | Partido                     | Deputados          | +/-                | Deputados        | +/-              | Deputados | +/-   |
| ------- | --------------------------- | --------------------------- | ------------------ | ------------------ | ---------------- | ---------------- | --------- | ----- |
|         |                             | União Democrata-Cristã      | 124 / 248          | 12                 | 61 / 271         | 5                | 185 / 519 | 17    |
|         | União Social-Cristã         | 45 / 248                    | 1                  | 4 / 271            | 5                | 49 / 519         | 4         |       |
| CDU/CSU | CDU/CSU                     | 169 / 248                   | 11                 | 65 / 271           | 10               | 234 / 519        | 21        |       |
|         | Partido Social-Democrata    | Partido Social-Democrata    | 79 / 248           | 11                 | 114 / 271        | 20               | 193 / 519 | 9     |
|         | Partido Democrático Liberal | Partido Democrático Liberal | 0 / 248            | Estável            | 48 / 271         | 13               | 48 / 519  | 13    |
|         | Os Verdes                   | Os Verdes                   | 0 / 248            | Estável            | 44 / 271         | 16               | 44 / 519  | 16    |
|         | Outros (com menos de 1,00%) | Outros (com menos de 1,00%) | 0 / 248            |                    | 0 / 271          |                  | 0 / 519   |       |
| Total   | Total                       | Total                       | 248 / 248          |                    | 271 / 271        | 1                | 519 / 519 | 1     |
| Fonte   | Fonte                       | Fonte                       | [ 3 ]              | [ 3 ]              | [ 3 ]            | [ 3 ]            | [ 3 ]     | [ 3 ] |

## Resultados por Estado Federal
A tabela de resultados apresentada refere-se aos votos obtidos na lista de partido e, apenas, refere-se a partidos com mais de 1,0% dos votos:
| Estado                     | %       | D       | %    | D   | %    | D   | %    | D   | Votantes   |
| Estado                     | CDU CSU | CDU CSU | SPD  | SPD | FDP  | FDP | GRÜ  | GRÜ | Votantes   |
| -------------------------- | ------- | ------- | ---- | --- | ---- | --- | ---- | --- | ---------- |
| Estado                     |         |         |      |     |      |     |      |     | Votantes   |
| Baden-Württemberg          | 46,7    | 36      | 29,3 | 22  | 12,0 | 9   | 10,0 | 7   | 5 676 772  |
| Baixa Saxônia              | 41,5    | 26      | 41,4 | 26  | 8,8  | 6   | 7,4  | 5   | 4 782 941  |
| Baviera                    | 55,1    | 49      | 27,0 | 24  | 8,1  | 7   | 7,7  | 7   | 6 796 701  |
| Berlim Ocidental (Nota)    | 46,4    | 11      | 32,4 | 7   | 8,5  | 2   | 10,6 | 2   | 1 259 818  |
| Bremen                     | 28,9    | 2       | 46,5 | 3   | 8,8  | 1   | 14,5 | 1   | 431 635    |
| Hamburgo                   | 37,4    | 5       | 41,2 | 6   | 9,6  | 1   | 11,0 | 2   | 1 042 936  |
| Hesse                      | 41,3    | 19      | 38,7 | 18  | 9,1  | 4   | 9,4  | 4   | 3 582 159  |
| Renânia do Norte-Vestfália | 40,1    | 58      | 43,2 | 62  | 8,4  | 12  | 7,5  | 11  | 10 956 596 |
| Renânia-Palatinado         | 45,1    | 15      | 37,1 | 12  | 9,1  | 3   | 7,5  | 2   | 2 493 602  |
| Sarre                      | 41,2    | 4       | 43,5 | 4   | 6,9  | 1   | 7,1  | 1   | 739 701    |
| Schleswig-Holstein         | 41,9    | 9       | 39,8 | 9   | 9,4  | 2   | 8,0  | 2   | 1 720 817  |
| Alemanha Ocidental         | 44,2    | 234     | 37,0 | 193 | 9,1  | 48  | 8,3  | 44  | 38 225 294 |

Nota: Berlim Ocidental, oficialmente, não integrava a Alemanha Ocidental e, como tal, os seus deputados eram eleitos conformes os resultados das eleições regionais que correspondiam ao período das eleições federais alemãs.

### Baden-Württemberg
| Partido                 | Partido                      | Distrito Eleitoral | Distrito Eleitoral | Distrito Eleitoral | Lista de Partido | Lista de Partido | Lista de Partido | Deputados | +/-     |
| Partido                 | Partido                      | Votos              | %                  | +/-                | Votos            | %                | +/-              | Deputados | +/-     |
| ----------------------- | ---------------------------- | ------------------ | ------------------ | ------------------ | ---------------- | ---------------- | ---------------- | --------- | ------- |
|                         | União Democrata-Cristã       | 2 880 622          | 51,5 / 100,0       | 5,7                | 2 616 971        | 46,7 / 100,0     | 5,9              | 36 / 74   | 3       |
|                         | Partido Social-Democrata     | 1 781 563          | 31,9 / 100,0       | 1,9                | 1 643 202        | 29,3 / 100,0     | 1,8              | 22 / 74   | 1       |
|                         | Partido Democrático Liberal  | 339 391            | 6,1 / 100,0        | 2,6                | 670 924          | 12,0 / 100,0     | 3,0              | 9 / 74    | 2       |
|                         | Os Verdes                    | 454 969            | 8,1 / 100,0        | 3,5                | 559 440          | 10,0 / 100,0     | 3,2              | 7 / 74    | 2       |
|                         | Partido Nacional Democrático | 47 386             | 0,8 / 100,0        | 0,6                | 54 996           | 1,0 / 100,0      | 0,7              | 0 / 74    | Estável |
|                         | Candidatos Independentes     | 68 880             | 1,2 / 100,0        | 0,7                |                  |                  |                  | 0 / 74    | Estável |
|                         | Outros                       | 15 505             | 0,2 / 100,0        |                    | 63 440           | 1,2 / 100,0      |                  | 0 / 74    |         |
| Votos Inválidos         | Votos Inválidos              | 88 456             | 1,6 / 100,0        | 0,3                | 67 799           | 1,2 / 100,0      | 0,1              |           |         |
| Total                   | Total                        | 5 676 772          | 100,0 / 100,0      |                    | 5 676 772        | 100,0 / 100,0    |                  | 74 / 74   |         |
| Eleitorado/Participação | Eleitorado/Participação      | 6 830 771          | 83,1 / 100,0       | 5,3                | 6 830 771        | 83,1 / 100,0     | 5,3              |           |         |

### Baixa Saxônia
| Partido                 | Partido                     | Distrito Eleitoral | Distrito Eleitoral | Distrito Eleitoral | Lista de Partido | Lista de Partido | Lista de Partido | Deputados | +/-     |
| Partido                 | Partido                     | Votos              | %                  | +/-                | Votos            | %                | +/-              | Deputados | +/-     |
| ----------------------- | --------------------------- | ------------------ | ------------------ | ------------------ | ---------------- | ---------------- | ---------------- | --------- | ------- |
|                         | União Democrata-Cristã      | 2 125 996          | 44,9 / 100,0       | 4,1                | 1 969 967        | 41,5 / 100,0     | 4,1              | 26 / 63   | 3       |
|                         | Partido Social-Democrata    | 2 056 431          | 43,4 / 100,0       | Estável            | 1 967 443        | 41,4 / 100,0     | 0,1              | 26 / 63   | Estável |
|                         | Partido Democrático Liberal | 208 522            | 4,4 / 100,0        | 1,7                | 419 882          | 8,8 / 100,0      | 1,9              | 6 / 63    | 2       |
|                         | Os Verdes                   | 299 636            | 6,3 / 100,0        | 1,8                | 353 721          | 7,4 / 100,0      | 1,7              | 5 / 63    | 1       |
|                         | Outros                      | 47 506             | 1,0 / 100,0        |                    | 37 132           | 0,9 / 100,0      |                  | 0 / 63    |         |
| Votos Inválidos         | Votos Inválidos             | 44 850             | 0,9 / 100,0        | Estável            | 34 796           | 0,7 / 100,0      | Estável          |           |         |
| Total                   | Total                       | 4 782 941          | 100,0 / 100,0      |                    | 4 782 941        | 100,0 / 100,0    |                  | 63 / 63   |         |
| Eleitorado/Participação | Eleitorado/Participação     | 5 628 104          | 85,0 / 100,0       | 4,6                | 5 628 104        | 85,0 / 100,0     | 4,6              |           |         |

### Baviera
| Partido                 | Partido                     | Distrito Eleitoral | Distrito Eleitoral | Distrito Eleitoral | Lista de Partido | Lista de Partido | Lista de Partido | Deputados | +/- |
| Partido                 | Partido                     | Votos              | %                  | +/-                | Votos            | %                | +/-              | Deputados | +/- |
| ----------------------- | --------------------------- | ------------------ | ------------------ | ------------------ | ---------------- | ---------------- | ---------------- | --------- | --- |
|                         | União Social-Cristã         | 3 859 244          | 57,6 / 100,0       | 4,6                | 3 715 827        | 55,1 / 100,0     | 4,4              | 49 / 87   | 4   |
|                         | Partido Social-Democrata    | 1 912 139          | 28,5 / 100,0       | 1,7                | 1 816 885        | 27,0 / 100,0     | 1,9              | 24 / 87   | 2   |
|                         | Partido Democrático Liberal | 322 983            | 4,8 / 100,0        | 1,7                | 545 865          | 8,1 / 100,0      | 1,9              | 7 / 87    | 1   |
|                         | Os Verdes                   | 491 060            | 7,3 / 100,0        | 3,3                | 518 122          | 7,7 / 100,0      | 3,0              | 7 / 87    | 3   |
|                         | Outros                      | 120 458            | 1,7 / 100,0        |                    | 142 288          | 2,1 / 100,0      |                  | 0 / 87    |     |
| Votos Inválidos         | Votos Inválidos             | 90 817             | 1,3 / 100,0        | 0,2                | 57 714           | 0,8 / 100,0      | Estável          |           |     |
| Total                   | Total                       | 6 796 701          | 100,0 / 100,0      |                    | 6 796 701        | 100,0 / 100,0    |                  | 87 / 87   | 2   |
| Eleitorado/Participação | Eleitorado/Participação     | 8 320 069          | 81,7 / 100,0       | 5,9                | 8 320 069        | 81,7 / 100,0     | 5,9              |           |     |

### Berlim Ocidental
| Partido                 | Partido                     | Votos     | %             | +/-  | Deputados | +/-     |
| ----------------------- | --------------------------- | --------- | ------------- | ---- | --------- | ------- |
|                         | União Democrata-Cristã      | 577 867   | 46,4 / 100,0  | 1,6  | 11 / 22   | Estável |
|                         | Partido Social-Democrata    | 402 875   | 32,4 / 100,0  | 5,9  | 7 / 22    | 2       |
|                         | Os Verdes                   | 132 484   | 10,6 / 100,0  | 3,4  | 2 / 22    | 1       |
|                         | Partido Democrático Liberal | 105 209   | 8,5 / 100,0   | 2,9  | 2 / 22    | 1       |
|                         | Aliança Democrática         | 15 857    | 1,3 / 100,0   | Novo | 0 / 22    | Novo    |
|                         | Outros                      | 10 712    | 0,8 / 100,0   |      | 0 / 22    |         |
| Votos Inválidos         | Votos Inválidos             | 14 814    | 1,2 / 100,0   | 1,1  |           |         |
| Total                   | Total                       | 1 259 818 | 100,0 / 100,0 |      | 22 / 22   |         |
| Eleitorado/Participação | Eleitorado/Participação     | 1 507 276 | 83,6 / 100,0  | 1,7  |           |         |

### Bremen
| Partido                 | Partido                     | Distrito Eleitoral | Distrito Eleitoral | Distrito Eleitoral | Lista de Partido | Lista de Partido | Lista de Partido | Deputados | +/-     |
| Partido                 | Partido                     | Votos              | %                  | +/-                | Votos            | %                | +/-              | Deputados | +/-     |
| ----------------------- | --------------------------- | ------------------ | ------------------ | ------------------ | ---------------- | ---------------- | ---------------- | --------- | ------- |
|                         | Partido Social-Democrata    | 211 791            | 49,5 / 100,0       | 2,8                | 198 920          | 46,5 / 100,0     | 2,2              | 3 / 7     | Estável |
|                         | União Democrata-Cristã      | 135 600            | 31,7 / 100,0       | 5,3                | 123 745          | 28,9 / 100,0     | 5,3              | 2 / 7     | Estável |
|                         | Os Verdes                   | 50 166             | 11,7 / 100,0       | 4,6                | 62 130           | 14,5 / 100,0     | 4,8              | 1 / 7     | 1       |
|                         | Partido Democrático Liberal | 19 668             | 4,6 / 100,0        | 1,8                | 37 725           | 8,8 / 100,0      | 2,3              | 1 / 7     | 1       |
|                         | Candidatos Independentes    | 5 662              | 1,3 / 100,0        | -                  |                  |                  |                  | 0 / 7     | -       |
|                         | Outros                      | 4 688              | 1,0 / 100,0        |                    | 5 663            | 1,3 / 100,0      |                  | 0 / 7     |         |
| Votos Inválidos         | Votos Inválidos             | 4 060              | 0,9 / 100,0        | 0,2                | 3 452            | 0,8 / 100,0      | 0,2              |           |         |
| Total                   | Total                       | 431 635            | 100,0 / 100,0      |                    | 431 635          | 100,0 / 100,0    |                  | 7 / 7     | 2       |
| Eleitorado/Participação | Eleitorado/Participação     | 521 646            | 82,7 / 100,0       | 5,6                | 521 646          | 82,7 / 100,0     | 5,6              |           |         |

### Hamburgo
| Partido                 | Partido                     | Distrito Eleitoral | Distrito Eleitoral | Distrito Eleitoral | Lista de Partido | Lista de Partido | Lista de Partido | Deputados | +/-     |
| Partido                 | Partido                     | Votos              | %                  | +/-                | Votos            | %                | +/-              | Deputados | +/-     |
| ----------------------- | --------------------------- | ------------------ | ------------------ | ------------------ | ---------------- | ---------------- | ---------------- | --------- | ------- |
|                         | Partido Social-Democrata    | 458 054            | 44,3 / 100,0       | 6,5                | 427 872          | 41,2 / 100,0     | 6,2              | 6 / 14    | 1       |
|                         | União Democrata-Cristã      | 423 372            | 40,9 / 100,0       | 0,4                | 388 517          | 37,4 / 100,0     | 0,2              | 5 / 14    | Estável |
|                         | Os Verdes                   | 93 096             | 9,0 / 100,0        | 3,0                | 114 508          | 11,0 / 100,0     | 2,8              | 2 / 14    | 1       |
|                         | Partido Democrático Liberal | 49 812             | 4,8 / 100,0        | 2,6                | 99 746           | 9,6 / 100,0      | 3,3              | 1 / 14    | 1       |
|                         | Outros                      | 10 403             | 1,0 / 100,0        |                    | 7 468            | 0,7 / 100,0      |                  | 0 / 14    |         |
| Votos Inválidos         | Votos Inválidos             | 8 199              | 0,8 / 100,0        | 0,2                | 6 259            | 0,6 / 100,0      | 0,1              |           |         |
| Total                   | Total                       | 1 042 936          | 100,0 / 100,0      |                    | 1 042 936        | 100,0 / 100,0    |                  | 14 / 14   | 1       |
| Eleitorado/Participação | Eleitorado/Participação     | 1 258 320          | 82,9 / 100,0       | 5,8                | 1 258 320        | 82,9 / 100,0     | 5,8              |           |         |

### Hesse
| Partido                 | Partido                     | Distrito Eleitoral | Distrito Eleitoral | Distrito Eleitoral | Lista de Partido | Lista de Partido | Lista de Partido | Deputados | +/-     |
| Partido                 | Partido                     | Votos              | %                  | +/-                | Votos            | %                | +/-              | Deputados | +/-     |
| ----------------------- | --------------------------- | ------------------ | ------------------ | ------------------ | ---------------- | ---------------- | ---------------- | --------- | ------- |
|                         | União Democrata-Cristã      | 1 586 410          | 45,0 / 100,0       | 3,3                | 1 463 043        | 41,3 / 100,0     | 3,0              | 19 / 45   | 2       |
|                         | Partido Social-Democrata    | 1 467 047          | 41,6 / 100,0       | 2,5                | 1 370 454        | 38,7 / 100,0     | 2,9              | 18 / 45   | 2       |
|                         | Os Verdes                   | 262 386            | 7,4 / 100,0        | 3,0                | 334 227          | 9,4 / 100,0      | 3,4              | 4 / 45    | 1       |
|                         | Partido Democrático Liberal | 160 446            | 4,6 / 100,0        | 1,9                | 323 594          | 9,1 / 100,0      | 1,5              | 4 / 45    | Estável |
|                         | Outros                      | 49 788             | 1,3 / 100,0        |                    | 48 491           | 1,4 / 100,0      |                  | 0 / 45    |         |
| Votos Inválidos         | Votos Inválidos             | 56 082             | 1,6 / 100,0        | 0,5                | 42 350           | 1,2 / 100,0      | 0,3              |           |         |
| Total                   | Total                       | 3 582 159          | 100,0 / 100,0      |                    | 3 582 159        | 100,0 / 100,0    |                  | 45 / 45   | 3       |
| Eleitorado/Participação | Eleitorado/Participação     | 4 179 951          | 85,7 / 100,0       | 4,5                | 4 179 951        | 85,7 / 100,0     | 4,5              |           |         |

### Renânia do Norte-Vestfália
| Partido                 | Partido                     | Distrito Eleitoral | Distrito Eleitoral | Distrito Eleitoral | Lista de Partido | Lista de Partido | Lista de Partido | Deputados | +/- |
| Partido                 | Partido                     | Votos              | %                  | +/-                | Votos            | %                | +/-              | Deputados | +/- |
| ----------------------- | --------------------------- | ------------------ | ------------------ | ------------------ | ---------------- | ---------------- | ---------------- | --------- | --- |
|                         | Partido Social-Democrata    | 4 871 377          | 44,9 / 100,0       | 0,1                | 4 693 081        | 43,2 / 100,0     | 0,4              | 62 / 143  | 1   |
|                         | União Democrata-Cristã      | 4 731 211          | 43,6 / 100,0       | 4,7                | 4 357 794        | 40,1 / 100,0     | 5,1              | 58 / 143  | 7   |
|                         | Partido Democrático Liberal | 441 311            | 4,1 / 100,0        | 1,7                | 909 141          | 8,4 / 100,0      | 2,0              | 12 / 143  | 2   |
|                         | Os Verdes                   | 708 622            | 6,5 / 100,0        | 2,6                | 813 071          | 7,5 / 100,0      | 2,3              | 11 / 143  | 3   |
|                         | Outros                      | 86 545             | 0,7 / 100,0        |                    | 97 005           | 0,9 / 100,0      |                  | 0 / 143   |     |
| Votos Inválidos         | Votos Inválidos             | 117 530            | 1,1 / 100,0        | 0,2                | 86 504           | 0,8 / 100,0      | 0,1              |           |     |
| Total                   | Total                       | 10 956 596         | 100,0 / 100,0      |                    | 10 956 596       | 100,0 / 100,0    |                  | 143 / 143 | 3   |
| Eleitorado/Participação | Eleitorado/Participação     | 12 827 646         | 85,4 / 100,0       | 4,1                | 12 827 646       | 85,4 / 100,0     | 4,1              |           |     |

### Renânia-Palatinado
| Partido                 | Partido                     | Distrito Eleitoral | Distrito Eleitoral | Distrito Eleitoral | Lista de Partido | Lista de Partido | Lista de Partido | Deputados | +/-     |
| Partido                 | Partido                     | Votos              | %                  | +/-                | Votos            | %                | +/-              | Deputados | +/-     |
| ----------------------- | --------------------------- | ------------------ | ------------------ | ------------------ | ---------------- | ---------------- | ---------------- | --------- | ------- |
|                         | União Democrata-Cristã      | 1 183 078          | 48,2 / 100,0       | 4,6                | 1 110 633        | 45,1 / 100,0     | 4,5              | 15 / 32   | 1       |
|                         | Partido Social-Democrata    | 966 655            | 39,4 / 100,0       | 1,1                | 912 175          | 37,1 / 100,0     | 1,3              | 12 / 32   | Estável |
|                         | Partido Democrático Liberal | 118 501            | 4,8 / 100,0        | 1,6                | 223 350          | 9,1 / 100,0      | 2,1              | 3 / 32    | 1       |
|                         | Os Verdes                   | 152 770            | 6,2 / 100,0        | 3,2                | 183 602          | 7,5 / 100,0      | 3,0              | 2 / 32    | 1       |
|                         | Outros                      | 32 842             | 1,3 / 100,0        |                    | 32 216           | 1,3 / 100,0      |                  | 0 / 32    |         |
| Votos Inválidos         | Votos Inválidos             | 39 756             | 1,6 / 100,0        | 0,7                | 31 626           | 1,3 / 100,0      | 0,5              |           |         |
| Total                   | Total                       | 2 493 602          | 100,0 / 100,0      |                    | 2 493 602        | 100,0 / 100,0    |                  | 32 / 32   | 1       |
| Eleitorado/Participação | Eleitorado/Participação     | 2 874 920          | 86,7 / 100,0       | 3,7                | 2 874 920        | 86,7 / 100,0     | 3,7              |           |         |

### Sarre
| Partido                 | Partido                     | Distrito Eleitoral | Distrito Eleitoral | Distrito Eleitoral | Lista de Partido | Lista de Partido | Lista de Partido | Deputados | +/-     |
| Partido                 | Partido                     | Votos              | %                  | +/-                | Votos            | %                | +/-              | Deputados | +/-     |
| ----------------------- | --------------------------- | ------------------ | ------------------ | ------------------ | ---------------- | ---------------- | ---------------- | --------- | ------- |
|                         | Partido Social-Democrata    | 331 819            | 45,7 / 100,0       | 0,6                | 316 502          | 43,5 / 100,0     | 0,3              | 4 / 10    | Estável |
|                         | União Democrata-Cristã      | 318 039            | 43,8 / 100,0       | 3,8                | 299 329          | 41,2 / 100,0     | 3,6              | 4 / 10    | Estável |
|                         | Os Verdes                   | 37 148             | 5,1 / 100,0        | 2,1                | 51 384           | 7,1 / 100,0      | 2,3              | 1 / 10    | 1       |
|                         | Partido Democrático Liberal | 27 327             | 3,8 / 100,0        | 1,3                | 49 823           | 6,9 / 100,0      | 0,9              | 1 / 10    | 1       |
|                         | Outros                      | 11 737             | 1,6 / 100,0        |                    | 9 798            | 1,4 / 100,0      |                  | 0 / 10    |         |
| Votos Inválidos         | Votos Inválidos             | 13 631             | 1,8 / 100,0        | 0,4                | 12 865           | 1,7 / 100,0      | 0,4              |           |         |
| Total                   | Total                       | 739 701            | 100,0 / 100,0      |                    | 739 701          | 100,0 / 100,0    |                  | 10 / 10   | 2       |
| Eleitorado/Participação | Eleitorado/Participação     | 847 217            | 87,3 / 100,0       | 3,3                | 847 217          | 87,3 / 100,0     | 3,3              |           |         |

### Schleswig-Holstein
| Partido                 | Partido                     | Distrito Eleitoral | Distrito Eleitoral | Distrito Eleitoral | Lista de Partido | Lista de Partido | Lista de Partido | Deputados | +/-     |
| Partido                 | Partido                     | Votos              | %                  | +/-                | Votos            | %                | +/-              | Deputados | +/-     |
| ----------------------- | --------------------------- | ------------------ | ------------------ | ------------------ | ---------------- | ---------------- | ---------------- | --------- | ------- |
|                         | União Democrata-Cristã      | 784 199            | 46,1 / 100,0       | 3,7                | 715 746          | 41,9 / 100,0     | 4,6              | 9 / 22    | 1       |
|                         | Partido Social-Democrata    | 731 077            | 43,0 / 100,0       | 1,3                | 679 229          | 39,8 / 100,0     | 1,9              | 9 / 22    | Estável |
|                         | Partido Democrático Liberal | 72 535             | 4,3 / 100,0        | 2,2                | 160 861          | 9,4 / 100,0      | 3,1              | 2 / 22    | 1       |
|                         | Os Verdes                   | 99 606             | 5,9 / 100,0        | 2,5                | 136 051          | 8,0 / 100,0      | 2,8              | 2 / 22    | 1       |
|                         | Outros                      | 14 300             | 0,9 / 100,0        |                    | 14 320           | 0,8 / 100,0      |                  | 0 / 22    |         |
| Votos Inválidos         | Votos Inválidos             | 19 100             | 1,1 / 100,0        | 0,2                | 14 610           | 0,8 / 100,0      | 0,1              |           |         |
| Total                   | Total                       | 1 720 817          | 100,0 / 100,0      |                    | 1 720 817        | 100,0 / 100,0    |                  | 22 / 22   | 1       |
| Eleitorado/Participação | Eleitorado/Participação     | 2 039 338          | 84,4 / 100,0       | 4,8                | 2 039 338        | 84,4 / 100,0     | 4,8              |           |         |